# ميلتون لافي
ميلتون لافي (بالإنجليزية: Milton Levy)‏ هو لاعب كرة قدم أمريكية أمريكي، ولد في 22 ديسمبر 1903 في نيو أورلينز في الولايات المتحدة، وتوفي بنفس المكان في 26 أبريل 1958.